# Орден Гагаріна
Орден Гагаріна — державна нагорода Російської Федерації. Заснована Указом Президента Російської Федерації від 27 травня 2023 року № 385 «Про заснування ордена Гагаріна».

## Історія

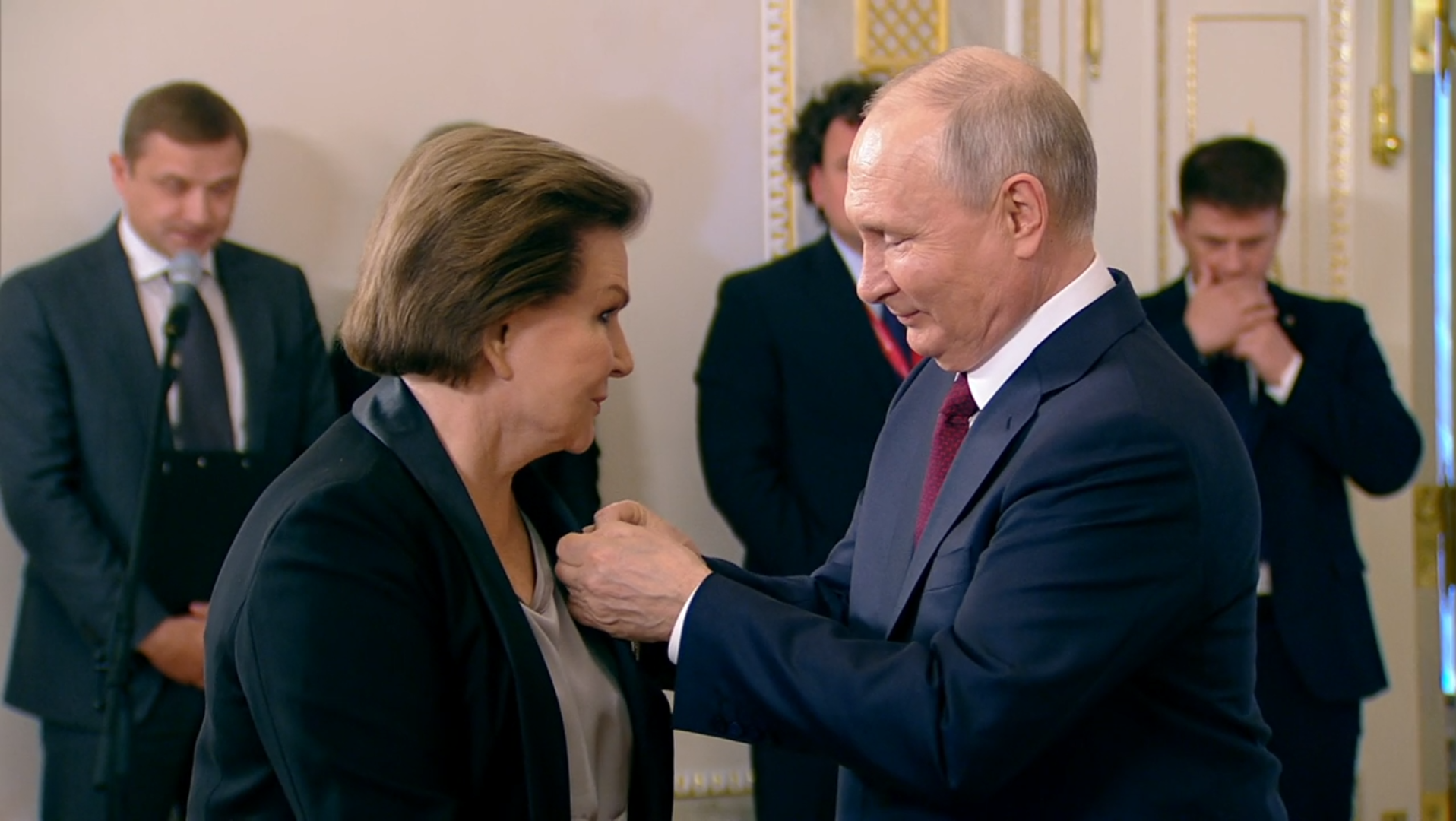
Нагородження Валентини Терешкової орденом Гагаріна, 16 червня 2023 року

Радянський космонавт Юрій Гагарін став першою людиною, яка здійснила космічний політ; 12 квітня 1961 року він на кораблі «Восток-1» за 1 годину і 48 хвилин облетів земну кулю, після чого благополучно повернувся на Землю.
12 квітня 2023 року гендиректор держкорпорації «Роскосмос» Юрій Борисов заявив, що президент Росії Володимир Путін схвалив пропозицію «Роскосмосу» заснувати орден імені першого космонавта планети Юрія Гагаріна. Орден був заснований президентським указом від 27 травня 2023 року.
Першим кавалером Ордена Гагаріна стала Валентина Терешкова. Перша жінка-космонавт була удостоєна нагороди Указом Президента Російської Федерації від 16 червня 2023 року № 442 «за видатні заслуги в освоєнні космічного простору, мужність і самовідданість, проявлені в ході історичного пілотованого польоту, активну громадську та міжнародну діяльність», в цей же день Володимир Путін вручив їй нагороду на зустрічі в Костянтинівському палаці Санкт-Петербурга.

## Статут ордена
Згідно зі статутом, затвердженим Указом Президента Російської Федерації від 27 травня 2023 року № 385, орденом Гагаріна нагороджуються громадяни Росії:
- за успішне виконання пілотованого космічного польоту, програми пілотованого космічного польоту з дослідження, освоєння і використання космічного простору;
- за видатні заслуги в організації та успішної реалізації космічного польоту, програми космічного польоту з дослідження, освоєння і використання космічного простору;
- за видатні заслуги в реалізації державної політики в галузі космічної діяльності, в тому числі в інтересах оборони і безпеки Російської Федерації;
- за видатні заслуги у розробці, виробництві, випробуванні та безаварійній експлуатації ракетно-космічної техніки, створенні та впровадженні нових технологій та проведенні ефективних наукових досліджень;
- за великі заслуги в підготовці наукових та інженерно-технічних кадрів.

Крім того, орденом можуть бути нагороджені іноземні громадяни за ефективну участь у міжнародному співробітництві з Російською Федерацією в області дослідження і використання космічного простору, а також колективи організацій (незалежно від форми власності) за високі досягнення в розвитку російської космонавтики (космічної діяльності), в реалізації державної політики в галузі космічної діяльності, в забезпеченні оборони і безпеки Російської Федерації в космічному просторі.
Знак ордена носиться на лівій стороні грудей і при наявності інших орденів Російської Федерації розташовується після знака ордени Святої великомучениці Катерини. Для особливих випадків і можливого повсякденного носіння на цивільному одязі передбачається носіння мініатюрної копії знака ордена Гагаріна, яка розташовується після мініатюрної копії знака ордена Святої великомучениці Катерини. При носінні на форменому одязі стрічки ордена Гагаріна на планці вона розташовується після стрічки ордена Святої великомучениці Катерини. На цивільному одязі носиться стрічка ордена Гагаріна у вигляді розетки, яка розташовується на лівій стороні грудей.

## Опис

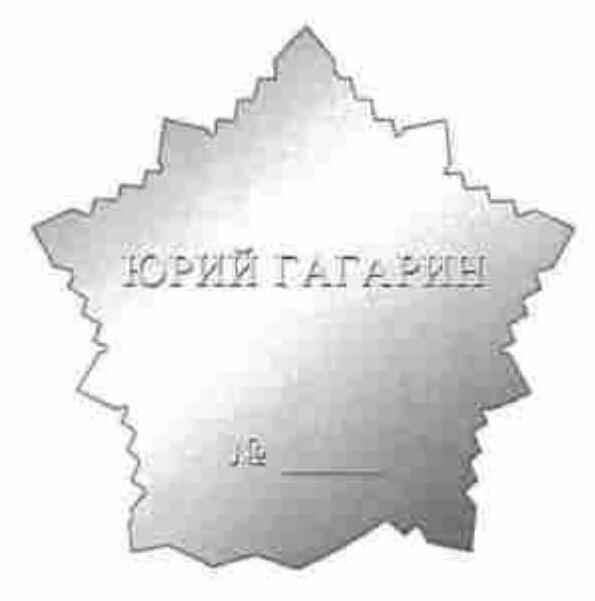
Зворотний бік знака ордена

Знак ордена виготовляється із срібла з емаллю. Він являє собою п'ятипроменеву зірку в обрамленні срібних штралів. Зірка покрита синьою емаллю з символічним зображенням зоряного неба, три зірки на якому прикрашені фіанітами.
На фоні п'ятипроменевої зірки розташовується впівоберта вправо погрудний портрет Юрія Гагаріна в гермошоломі. Від нижнього правого променя до верхнього променя розташоване символічне зображення злітаючої ракети, за якою тягнеться довгий слід. Відстань між кінцями протилежних променів зірки становить 44 мм. На зворотному боці знака ордена розміщується рельєфний напис «ЮРИЙ ГАГАРИН» (укр. "Юрій Гагарін"), а також номер знака ордена.
Знак ордена за допомогою вушка і кільця з'єднується з п'ятикутною колодкою, обтягнутою шовковою муаровою стрічкою синього кольору з поздовжніми смужками кольорів прапора Російської Федерації посередині стрічки і смужками блакитного кольору уздовж країв стрічки. Ширина стрічки становить 24 мм, ширина смужок кольорів прапора Російської Федерації — по 2 мм, ширина смужок блакитного кольору — також 2 мм.
Мініатюрна копія знака ордена Гагаріна носиться на колодці. Відстань між кінцями протилежних променів зірки становить 15,4 мм, висота колодки від вершини нижнього кута до середини верхньої сторони — 19,2 мм, довжина верхньої сторони — 10 мм, довжина кожної з бічних сторін — 16 мм, довжина кожної зі сторін, що утворюють нижній кут — 10 мм. При носінні на форменому одязі стрічки ордена Гагаріна використовується планка висотою 8 мм, ширина стрічки становить 24 мм. На стрічці ордена Гагаріна у вигляді розетки кріпиться мініатюрне зображення знака ордена з металу з емаллю. Відстань між кінцями протилежних променів зірки — 13 мм. Діаметр розетки — 15 мм.